# Ayasa
Ayasa(아야사) 일본 여성 바이올리니스트. 성우.

## 개요
- 1991년 10월 19일생, 도쿄도 출신의 A형.
- 특기 : 바이올린.
- 좋아하는 것 : 바이올린, 도야 (사랑 고양이), 애니메이션, 매운.

오탈리스트 프로젝트와 명중해, YouTube 내의 「Ayasa channel」에서 애니메이션·게임 음악을 커버하고 있다.
3세부터 바이올린을 시작해, 키리모토 학원 부속 어린이를 위한 음악 교실을 거쳐, 키리모토 여자 고등학교 음악과에 입학.
안드레 애니하노프 지휘 상트페테르부르크 축제 심포니 오케스트라 콘서트 투어에 솔리스트로 참여해 도쿄 오페라 시티를 비롯해 전국 13공연을 맡았다.
이탈리아 시에나의 키지아나 음악원의 여름 강습을 수강하고, 살바토레 아카르도씨에게, 비엔나 국립 대학 도쿠시마 문리 대학 공동 인터내셔널 여름 강습회를 수강했을 때에는, 에드발트 첸코프스키씨에 각각 사사했다.
2008년 산토리 천연수 ( 남 알프스 , 오쿠오야마 )의 이미지 캐릭터를 맡아 CM에 출연. 그 이후는 「메자마시 텔레비전」 「깨끗이!!」등의 뉴스 프로그램으로부터 「바야시 선생님이 놀라는 초이학」 「더 이상 하지 않습니다!」등의 프로그램·영화까지 다수 출연하고 있다.
2011년 ~ 2015년 사이는 ' Sword of the Far East '에 참가해, Live 활동, 음악 제작을 실시해, 그 사이의 2012년 ~ 2014년 에는 뮤지컬 '사무라이 록 오케스트라 '에도 참가하고 있다.
그 후는 솔로 활동하면서, 2016년 에는 DECAYS , 2018년 에는 +A 에 참가.
2020년 부터는, 「BanG_Dream!」의 신규 유닛 「Morfonica」의 야시오 루 유역을 담당하는 것이 정해졌다. 리얼 밴드 활동도 시작하게 되어, 번디 첫 바이올린을 담당한다. 2021년 9월에 Morfonica 드러머로 리더인 mika 도 소속된 에스크루 엔터테인먼트 로 이적했다. 그 후 2022년에 퇴소해 프리랜서에서 활동을 하고 있다